# Drimys reducta
Drimys reducta är en tvåhjärtbladig växtart som beskrevs av Friedrich Ludwig Diels. Drimys reducta ingår i släktet Drimys och familjen Winteraceae. Inga underarter finns listade.